# Noodle Box Pty Ltd
Noodle Box Pty Ltd — австралійська мережа ресторанів фаст-фуду, зі штаб-квартирою у Мельбурні, штат Вікторія, Австралія, заснована Джошем Джеймсом та Девідом Мілном у 1996 році.
Сьогодні Noodle Box - це найбільша мережа ресторанів в Австралії.
Всі ресторани Noodle Box є франшизою, з партнерами на Близькому Сході та Маврикії. 
У жовтні 2015 року Noodle Box оголосив про стратегічне поглинання інших мереж з приготування локшини, таких як QSR та Wok in a Box.